# Société internationale de droit militaire et de droit de la guerre
 (août 2015).
Si vous disposez d'ouvrages ou d'articles de référence ou si vous connaissez des sites web de qualité traitant du thème abordé ici, merci de compléter l'article en donnant les références utiles à sa vérifiabilité et en les liant à la section « Notes et références ».
La Société internationale de droit militaire et de droit de la guerre (International Society for Military Law and the Law of War en anglais) est une association internationale sans but lucratif (AISBL) de droit belge. La Société a son siège et son secrétariat général à Bruxelles depuis 1988, année de sa création. Elle succède à une société du même nom, créée à Strasbourg en 1956.
Les langues officielles de la Société sont le français et l'anglais. 

## Objectifs
La Société internationale de droit militaire et de droit de la guerre a pour missions l'étude et la diffusion du droit de la guerre et du droit international humanitaire. À ces fins, la Société organise régulièrement des évènements dans divers pays, tels que des séminaires, rencontres d'experts et congrès. 
La Société a environ 750 membres, répartis dans le monde. Ses membres proviennent du milieu juridique et militaire, académique et professionnel. Par ailleurs, la Société constitue une organisation de liaison pour 22 groupes nationaux, possédant une personnalité juridique propre, et organisant chacun leurs propres activités, en rapport avec leurs missions. 
En 1997, la Société a obtenu statut consultatif auprès des Nations unies.

## Publications
La Société possède trois sortes de publications: la Revue de droit militaire et de droit de la guerre (Military Law and the Law of War Review), les Recueils de la Société internationale de droit militaire et de droit de la guerre, et le News Flash. 

### Revue de droit militaire et de droit de la guerre
La Revue de droit militaire et de droit de la guerre est un périodique juridique édité quatre fois par an. Cette publication traite de sujets d'intérêt pour les juristes militaires et les universitaires dans le domaine du droit international humanitaire. La Revue publie des travaux de recherche en anglais, néerlandais, français et allemand. Elle est éditée par la Société belge de droit militaire et de droit de la guerre. 
La table des matières des éditions précédentes est accessible gratuitement sur le site de la Société. 

### Recueils  de la Société internationale de droit militaire et de droit de la guerre
Les Recueils contiennent le déroulement et le rapport des congrès tenus par la Société, en moyenne tous les trois ans. 

### News Flash
Les News Flash couvrent les nouvelles internationales et les développements récents dans le domaine du droit international humanitaire. Ils sont publiés plusieurs fois par an. 